# Бріттані Реймер
Бріттані Реймер (англ. Brittany Reimer, 3 січня 1988) — канадська плавчиня.
Учасниця Олімпійських Ігор 2004 року.
Призерка Ігор Співдружності 2006 року.